# Matthias Reineri
Matthias Reineri (* um 1595 in Pünderich; † um 1671 in Kaimt) war ein Deputierter bei den kurtrierischen Landtagen für die Stadt Zell (Mosel).

## Leben
Matthias Reineri über dessen Jugendzeit und schulische Ausbildung nichts bekannt ist, war ein Sohn des Schöffen Johann Reineri und dessen Ehefrau Margaretha aus Pünderich, die dort im Jahr 1624 die größten Steuerzahler waren. Reineri, der bereits seit 1624 in Kaimt lebte, übernahm dort ab 1625 das Amt des Hofmannes im Wadgassener Abteihof von Matthias Hensel. Im Zeitraum von 1639 bis 1668 vertrat er als Deputierter der „Weltlichen Ständt“ die Stadt Zell bei den kurtrierischen Landtagen in Trier. Von 1628 bis 1671 wirkte er ferner als Notar, von 1628 bis 1668 als Stadtschreiber, vor 1642 bis nach 1660 als Gerichtsschreiber, sowie vor 1639 bis 1668 als Stadtrat und Gerichtsschöffe.
Am 31. Mai 1662 wurde Matthias Reineri zum letzten Mal als Villicus des Wadgassener Hofs in Kaimt bestellt, ein Amt, das er im Jahre 1666 an seinen jüngsten Sohn Nikolaus Reineri weitergab. In den Jahren 1654, 1663 und 1667 war Reineri Hauptsteuerzahler von Kaimt. 1654 gehörten zu seinen Besitzungen Häuser, Weinberge (ca. 25.000 bis 30.000 Stock), Gärten, Wiesen und Ackerland in Pünderich, Burg, Briedel, Senheim, Merl und Zell.

## Familie
Matthias Reineri war seit 1625 mit Margarete, geb. Hensel (* um 1602) einer Tochter des Verwalters des Wadgassener Klosterhofs Matthias Hensel (* um 1550; † 1615) und Elisabeth (von) Senheim (* um 1565) verheiratet.

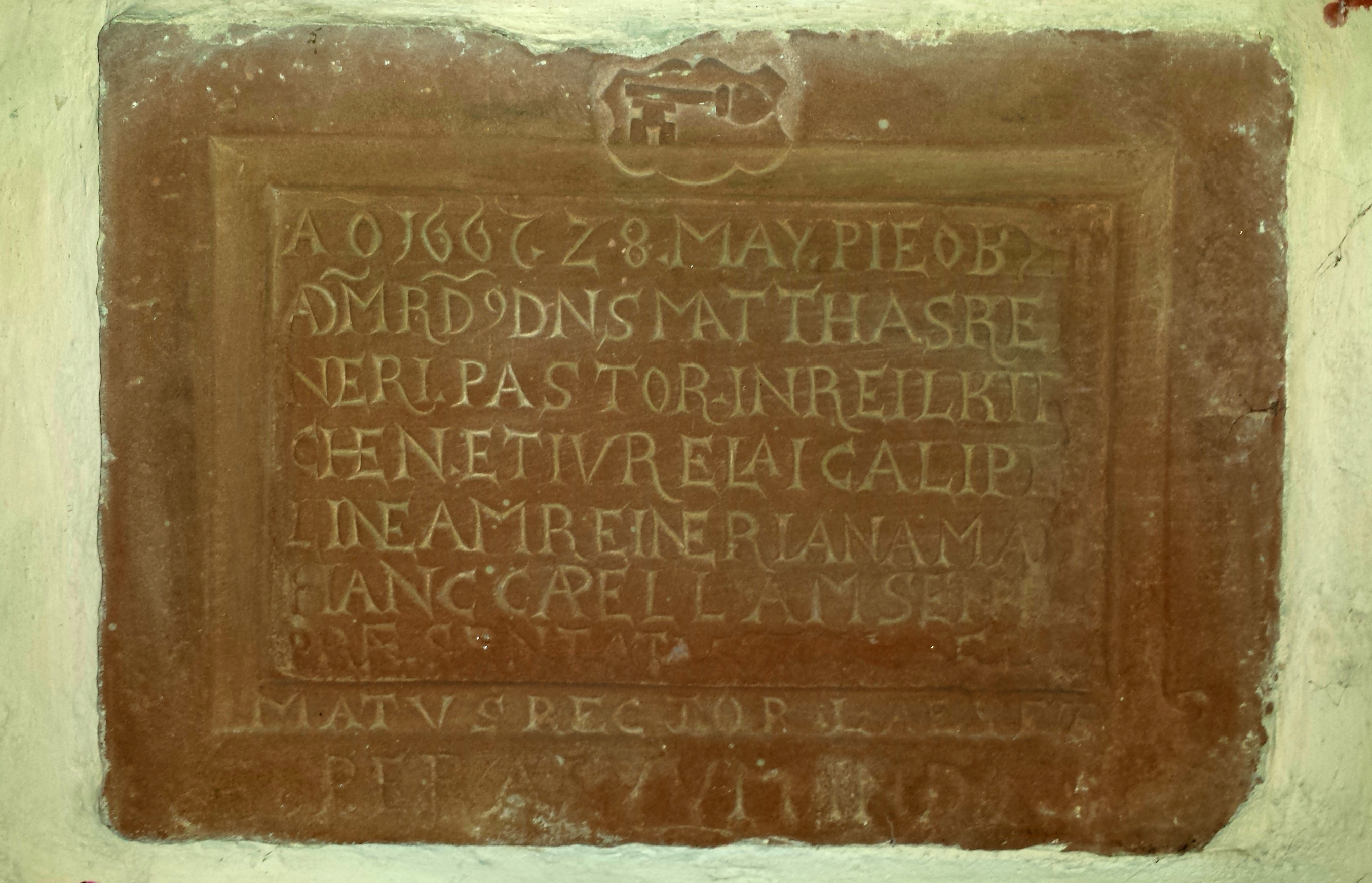
Magdalenen-Kapelle Senhals Matthias Reineri

Das Ehepaar hatte mindestens 8 gemeinsame Kinder: Die älteste Tochter Anna Maria (* August 1625) heiratete um 1646 den späteren Merler Bürgermeister Nikolaus Illgen (* 8. September 1624). Der erste Sohn Wilhelm (* 16. Mai 1627) wurde Pastor von Pünderich und verstarb dort am 17. August 1702. Ein weiterer Sohn Matthias (* 23. April 1630) wurde ebenfalls Priester und war Pastor in Reilkirch[en] sowie zeitgleich Rektor der Magdalenen-Kapelle in Senhals, verstarb jedoch bereits am 28. Mai 1667. Johann Reineri (1636–1699) eiferte seinem Vater Matthias nach und wurde Abgeordneter, Stadtschultheiß und Bürgermeister von Zell. Der jüngste Sohn Nikolaus Reineri (1639–1713) wurde ebenfalls Schöffe am Stadtgericht Zell und Synodale, er übernahm 1666 von seinem Vater das Amt des Hofverwalters des Wadgassener Klosterhofs. Weiterhin wird angenommen, dass Matthias Reineri ein Nachkomme (Urururenkel) von Niclas Keisjer, einem kurtrierischer Kellner und Vogt aus Cochem ist.